# Talijanska kinematografija
Talijanska kinematografija, filmovi snimljeni u Italiji ili koje su snimili talijanski redatelji. Već od samih početaka razvoja talijanske filmske industrije ranih 1900-ih, talijanski filmotvorci i glumci su utjecali na filmske pokrete i žanrove diljem svijeta. Do 2013. godine, talijanski filmovi su dobili 13 Oscara za najbolji strani film, najviše od svih država, kao i 12 Zlatnih palmi, na drugom mjestu poslije SAD-a.
Rani talijanski filmovi su bili tipične ekranizacije knjiga ili kazališnih djela. Već 1910-ih, talijanski filmotvorci su koristili složene scenske dizajne, raskošne kostime i velike budžete za produkciju filmova poput Enrico Guazzonijevog filma Quo Vadis (1912.) i Giovanni Pastroneovog filma Cabiria (1914).  Jedan od prvih avangardnih filmskih pokreta tzv. Talijanski futurizam odigrava se u Italiji kasnih 1910-ih. Poslije perioda dekadencije talijanske filmografije 1920-ih zbog političkih previranja i ekonomske krize koja je zahvatila cijeli svijet, talijanska filmska industrija ponovo oživljava 1930-ih s dolaskom zvučnog filma. Popularni talijanski žanr tijekom ovog perioda bio je Telefoni BianchiBijeli telefoni), sastavljen od komedija s raskošnim pozadinama.
Fašistička vlada je novčano pomagala filmsku industriju, najpoznatiji primjer bio je izgradnje Cinecittà studija, ali je učestvovala i u 
cenzuri, tako da je veliki dio filmova snimljenih kasnih 1930-ih imao propagandni predznak.
Poslije Drugog svjetskog rata dolazi do razvoja utjecajnog talijanskog neorealističkog pokreta, koji je izbacio na površinu poznate redatelje u koje se ubrajaju Luchino Visconti, Roberto Rossellini i Vittorio De Sica. Neorealizam slabi kasnih 1950-ih na uštrb lakših filmova, poznatim pod žanrom Commedia all'italiana. Glumice Sophia Loren i Gina Lollobrigida doživljavaju internacionalnu slavu i status filmskih diva, tijekom ovog perioda.
Žanr Spaghetti Westerna doživljava popularnost sredinom 1960-ih, uglavnom sa Sergio Leoneovom dolar trilogijom, u suradnji sa skladateljem Enniom Morriconeom. Talijanski erotski trileri, tzv. giallo, producirani su od strane Maria Bava i Daria Argenta kasnih 1970-ih, utječući na horor-žanr diljem svijeta. Tijekom 1980-ih i 1990-ih redatelji Federico Fellini, Bernardo Bertolucci, i Roberto Benigni dobivaju svjetski pozitivne kritike za svoje filmovedajući talijanskom filmu jednu novu višu dimenziju.

## Rane godine
Francuzi Auguste i Louis Lumière započinju s javnim filmskim predstavama u Italiji 1896.: u ožujku 1896. u Rimu i Milanu, u travnju u Napoliju, Salernu i Bariju; u lipnju u Livornu; u kolovozu u Bergamu, Bolonji i Raveni; u listopadu u Anconi; i u prosincu u Torinu, Pescari i oblasti Calabrije. Lumière su skoro svakodnevno pravili filmove dokumentirajući svakodnevni život u kasnim 1890-im i ranim 1900-im. U ovom periodu talijanski filmski pionir Filoteo Alberini patentirao je  "Kinetograph".
Talijanska kinematografija počinje dobivati konture između 1903. i 1908., pod pokroviteljstvom tri glavne tvrtke: Cines, iz Rima; i Ambrosio i Itala Film iz Torina. Druge tvrtke nastaju u Milanu i Napulju, i ove rane tvrtke su ubrzo privukle pozornost svojom kvalitetnom produkcijom i bile su u mogućnosti producirati svoje filmove ne samo u Italiji vec i izvan nje.
Rani talijanski filmovi su bili adaptacije knjiga i kazališnih djela poput Mario Caseriniovog Otela (1906.) i Arturo Ambrosieve adaptacije romana Edwarda Bulwer-Lyttona, The Last Days of Pompeii (hr. Posljednji dani Pompeja) 1908. godine. U ovom periodu su bili također popularni filmovi o povijesnim osobama kao npr. Caserinijev Beatrice Cenci (1909.) i Ugo Falenov film Lucrezia Borgia (1910.). Popularni talijanski glumci iz ovog perioda bili su Emilio Ghione, Bartolomeo Pagano, i Maria Jacobini.
Film Enrica Guazzonea iz 1912. Quo Vadis bio je jedan od prvih "blockbustera" u povijesti kina, u kojem su sudjelovale tisuće statista s raskošnom odjećom. Produkcija Giovanni Pastronovog filma iz 1914. Cabiria  bila je još masovnija, trajale je dvije godine i na nju je utrošen rekordan budžet.
Film Nina Martoglioa Izgubljeni u mraku, snimljen također 1914., dokumentirao je život siromašnih četvrti Napulja i smatra se pretečom talijanskog neorealističkog pokreta iz 1940-ih i 1950-ih.

Između 1911. i 1919., u Italiji se javlja prvi avangardni kino pokret, inspiriran futurističkim pokretom. Manifest futurističke kinematografije 1916. potpisuju Filippo Marinetti, Armando Ginna, Bruno Corra, Giacomo Balla i dr. Za Futuriste, kino je idealni umjetnički oblik, kao nov medij, i moguće je njim upravljati brzinom i specijalnim efektima. Većina futurističkih filmova iz ovog perioda su izgubljeni, ali kritičari smatraju da je film Thaïs (1917.) Antona Giulia Bragaglie bio jedan od najutjecajnijih, služeći kao inspiracija njemačkom ekspresionizmu u sljedećem desetljeću.
Poslije Prvog svjetskog rata, talijanska filmska industrija započinje natjecanje s brzorazvijajućim stranim filmskim industrijama .  Nekoliko glavnih studija, među njima Cines i Ambrosio, osnivaju Unione Cinematografica Italiana kako bi koordinirali nacionalnu strategiju filmske produkcije. Ovaj pokušaj bio je uglavnom neuspješan, između ostalog zbog loše suradnje između produkcije filmova i njihove distribucije (neki su filmovi prikazani tek nekoliko godina poslije njihove produkcije).
Među zapaženim filmovima kasnog nijemog filma izdvajaju se filmovi Maria Camerini]a Rotaio (1929.) i Alessandra Blasettia Sunce (1929).

## Cinecittà
Gennaro Righelli je 1930. režirao prvi talijanski zvučni film La canzone dell'amore. Zatim slijede BlasettijevTerra Madre (1930.) i Resurrectio (1931.), a zatim Camerinijev Figaro i njegov veliki dan (1931). Pojavom zvučnog filma dolazi do jače cenzure filmova od strane fašističke vlade.
Tijekom 1930-ih, lake komedije poznate pod nazivom "Telefoni Bianchi" ("Bijeli telefoni") dominirale su talijanskom filmskom industrijom.  Ovi filmovi su promovirali konzervativne vrijednosti i poštovanje autoriteta i na taj način su uspjeli izbjeći cenzuru. Važan primjer Telefoni Bianchi filmova, uključuje filmove Guida Brignonea Paradiso (1932.), Carla Bragagliaa O la borsa o la vita (1933.), i Righellijev Zajedno u mraku (1935).  Povijesni filmovi poput Blasettijevog 1860 (1934.) i Galloneovog Scipio Africanus: Poraz Hanibala (1937.) bili su također popularni u ovom periodu.
Talijanska vlada je 1934. osnovala Ravnateljstvo za kinematografiju (Direzione Generale per le Cinematografia), i postavila Luigia Freddia na mjesto upravitelja Ravnateljstva. S dozvolom Mussolinija, ovaj upravitelj osniva grad jugoistočno od Rima, koji je bio posvećen samo filmu nazivajući ga "Cinecittà" ("Kino grad"). Završen 1937., Cinecittà je pružio sve što je bilo potrebno za produkciju filmova: kazališta, tehničke servise, čak i kinematografsku školu Centro Sperimentale di Cinematografia, za mlađe pripravnike. Studiji u Cinecittà bili su najnapredniji u Europi i znatno su popravili kvalitet talijanskih filmova.  Veliki dio filmova se i danas snima u Cinecittà.
Tijekom ovog perioda, Mussolinijev sin, Vittorio, osniva nacionalnu produkcijsku tvrtku i organizira posao priznatih pisaca, redatelja i glumaca (uključujući čak i političke protivnike), stvarajući interesantnu komunikacijsku mrežu, koja je rezultirala s puno prijateljstava i stimulirala kulturnu interakciju.

## Neorealizam
Na kraju Drugog svjetskog rata, talijanski "neorealistički" pokret počinje poprimati konture. Neoralistički filmovi su obrađivali uglavnom teme iz života radničke klase (za razliku od Telefoni Bianchi), i snimani su na lokacijama a ne u studiji. U velikom broju neorealističkih filmova, ali ne svim, glumili su amateri. Iako je pojam  "neorealizam" korišten prvi put da bi opisao film Luchina Viscontija, Ossessione (1943.), bilo je nekoliko filmova koji su prethodili ovom pokretu a najpoznatiji je Camerinijev Gli uomini, che mascalzoni!! (1932.), koji je bio prvi talijanski film koji je snimljen potpuno na lokacijama izvan studija i Blassetijev film Quattro passi fra le nuvole 1942.
Ossessione je razljutio fašističku vladu. Tijekom premijere filma, Vittorio Mussolini je navodno uzviknuo, "Ovo nije Italija!" prije nego što je napustio projekciju.  Film je postepeno zabranjen u talijanskim oblastima u kojima su fašisti vladali.
Dok je neorealizam eksplodirao poslije rata, i bio nevjerojadno utjecajan na internacionalnom planu, neorealistički filmovi su činili vrlo mali postotak talijanske kinematografije tijekom ovog perioda, pošto je talijanski auditorij više volio komedije u kojima su glumili Totò i Alberto Sordi.
Neorealistički radovi poput Rossellinijeve trilogije Roma, città aperta (1945.) (hr. Rim, otvoreni grad), Paisà (1946.), i Germania anno zero (1948.) (hr. Njemačka, nulte godine), s profesionalnim glumcima poput Anne Magnani i brojnim ne-profesionalnim glumcima, pokušavaju opisati ekonomske i moralne uvjete poslijeratne Italije i promjene u javnom mentalitetu svakodnevnog života.
Viscontijev La Terra Trema (1948.), snimljen je u sicilijanskom ribarskom naselju a svi su glumci bili amateri. Giuseppe De Santis je s druge strane koristio poznate glumce Silvana Mangana i Vittoria Gassmania u svom filmu iz 1949., Riso Amaro (hr. Gorka riža), snimljen u Dolini Poa tijekom sezone žetve riže.
Poezija i okrutnost života skladno su kombinirani u djelima koje je Vittorio De Sica napisao i režirao zajedno sa scenaristom Cesareom Zavattinijem: između ostalih, Sciuscià (1946.), Kradljivci bicikla (1948.) i Miracolo a Milano (1951.) (hr. Čudo u Milanu).
Umberto D. iz 1952. opisuje starca i njegovog psa, koji mora prositi usprkos svom dostojanstvu u samoći novog društva. Ovaj film je De Sicino 
remek-djelo i jedan od najvažnijih filmova talijanske kinematografije. Film nije doživio komercijalni uspjeh i od tada je prikazan na talijanskoj televiziji samo nekoliko puta. Ipak to je možda najjači napad, kroz prividnu mirnu akciju, na pravila nove ekonomije, novog mentaliteta i utjelovljuje kako konzervativni tako i napredni pogled.
Iako se smatra da Umberto D. čini kraj neorealističkog perioda, kasniji filmovi poput, Fellinijeve Ulice (1954.) i De Sicinog filma iz 1960. film La ciociara (u kojem je Sophia Loren nagrađena Oscarom za najbolju ulogu) se uklapaju u žanr.  Prvi film redatelja Piera Pasolinija, Accattone (1961.), pokazuje jaki neorealistički utjecaj.  Talijanski neorealistički filmovi utjecali su na filmaše diljem svijeta i inspirirali i druge filmske pokrete poput Francuskog novog vala i Poljsku školu filma.

## Pink neorealizam i komedije
Rečeno je da se ni jedan film poslije Umberta D. neće moći dodati neorealizmu, vjerojatno zbog toga sto je žanr neorealizam uspješno završio s tim filmom, i filmotvorci su se okrenuli drugim djelima sa svjetlijom atmosferom, možda i zbog toga što dolazi do poboljšanja ekonomske situacije u Italiji a samim tim se mijenjalo raspoloženje građana tako da se žanr koji slijedi poslije neorealizma nazivapink neorealizam. 
Ovakav trend je dozvolio bolje "opremljenim" glumicama da postanu zvijedze kaoo npr. Sophia Loren, Gina Lollobrigida, Silvana Pampanini, Lucia Bosé, Barbara Bouchet, Silvana Mangano, Claudia Cardinale i Stefania Sandrelli. Uskoro je pink neorealizam s filmovima poput Pane, amore e gelosia (1954.)') s De Sicom i Lollobrigidom, zamijenjen žanrom Commedia all'italiana, jedinstvenim žanrom, rođenom na humorističkom pristupu koji govori o ozbiljnim socijalnim temama.
U ovom periodu, pojavljuje se glumac iz Napulja Totò, koji tvrdi da je najveći komičar u talijanskoj kinematografiji. Njegovi filmovi, obično u društvu s Peppinom De Filippom i uvijek s Mariom Castellanijem, izražavaju neku vrstu neorealističke satire ali s dramatičnimm sredstvima. Snimao je nekoliko filmova godišnje i priča se uglavnom cijelo vrijeme ponavljala; princ koji je rođen u siromašnoj četvrti Napulja s čudnim izrazima lica i mimičkim izrazima, postaje miljenik talijanske publike 1960-ih.
Računa se da žanr talijanske komedije započinje s filmom Maria Monicellia I soliti Ignoti a svoj naziv je dobio po naslovu filma Pietra Germia Divorzio all'Italiana (hr. Razvod na talijanski način) (1961.). Dugo vremena je ova definicija korištena kao uvrjedljiva.
Vittorio Gassman, Marcello Mastroianni, Ugo Tognazzi, Alberto Sordi, Claudia Cardinale, Monica Vitti i Nino Manfredi bili su između ostalih zvijezde ovih filmova koji opisuju talijanske običaje ali i etnološka istraživanja.
Dino Risi je 1961. režirao Una vita difficile (hr. Težak život), zatim Il sorpasso sada kult film, a zatim slijede: I Mostri, In nome del Popolo Italiano (U ime talijanskog naroda) i Profumo di donna (hr. Miris žene).
Monicellijevi filmovi bili su  La grande guerra (Veliki rat), I compagni (Drugovi), L'Armata Brancaleone, Vogliamo i colonnelli (Želimo pukovnike), Romanzo popolare (Popularni roman) i Amici miei (Moji prijatelji).

## Peplum
S filmom Hercules iz 1958. u kojem je glumio američki bodybuilder Steve Reeves, talijanska filmska industrija ulazi na američko tržište. Snimaju se filmovi s mitološkim i biblijskim temama, s niskim budžetom koji se instantno dopadaju američkoj i europskoj publici.
Peplum žanr se nije dugo održao a ostao je upamćen po npr. filmovima;Ercole Al Centro Della Terra (Herkules u centru Zemlje), I sette gladiatori (Sedam gladijatora). Većina peplum filmova snimljena je u boji.

## Spaghetti Western
Žanr tzv. Spaghetti Westerna nastao je usporedo s peplumom i postaje vrlo popularan ne samo u Italiji već i izvan njenih granica. Ovi filmovi razlikuju se od tradicionalnih western filmova jer su snimljeni u Europi s ograničenim budžetom, ali snimljeni su s živopisnim stilom.
Najpoznatiji Spaghetti Westerni bili su filmovi Sergia Leone, koji ze nazivaju i dolarskom trilogijom; ( Za šaku dolara (1964.), Za dolar više (1965.), i Dobar, loš, zao (1966.)), u kojima je glumio Clint Eastwood a glazbu skladao Ennio Morricone, bili su okosnica ovog žanra zajedno s filmom Bilo jednom na Divljem zapadu.
U žanr Spaghetti Westerna se računaju i filmovi koji su kombinirali tradicionalni western ambijent zajedno s traditicionalnom "Commedia all'italiana"-vrstom komedije; kao npr u filmovima Zovu me Trinity i Trinity je i dalje moje ime, u kojima su glumili Bud Spencer i Terence Hill, pravih imena Carlo Pedersoli i Mario Girotti.

## Kriza 1980-ih
Između kasnih 1970-ih i sredine 1980-ih, talijanska kinematografija je bila u krizi; broj kvalitetnih filmova bio je vrlo mali.
U bolja ostvarenja ove ere smatraju se filmovi La città delle donne, E la nave va, Ginger e Fred od Fellinija, L'albero degli zoccoli  Ermanna Olmija  (dobitnik Zlatnog lava na Venecijanskom filmskom festivallu), La notte di San Lorenzo  Paola i Vittorio Tavianija, Antonionijevi Identificazione di una donna, i Bianca i La messa è finita Nannija Morettija. Iako ne do kraja talijanski, Bertolucciijev film Posljednji kineski car, osvaja 9 Oscara, a Bilo jednom u Americi Sergia Leonea je također iz ovog perioda.
U ovom perioodu su snimane komedije tzv. "commedia sexy all'italiana", koje su opisane kao "trash", no bile su vrlo popularne u Italiji. Ove komedije su bile vrlo nekvalitente a svoju popularnost zahvaljuju uglavnom što su obrađivale talijanske socijalne tabue, pogotovo u sferama seksa.
Glumci Lino Banfi, Diego Abatantuono, Alvaro Vitali, Gloria Guida, Barbara Bouchet i Edwige Fenech veliki dio popularnosti dobivaju baš kroz ove filmove. Još jedan film iz ovog perioda smatra se "trash" filmom iako je lik Fantozzija, koji se pojavio u nekoliko filmova a izmislio ga je Paolo Villaggio, imao veliki utjecaj na talijansko društvo tako da je, na osnovu njega, u rječnik ušao pridjev fantozziano.

## 1990. do danas
S novom generacijom redatelja talijanska kinematografija prebrođava krizu koja je nastala krajem 1970-ih i početkom 1980-ih. Vrlo zapažen film iz ovog perioda bio je Nuovo Cinema Paradiso, za kojeg je Giuseppe Tornatore nagrađen 1990. Oscarom za najbolji strani film. Slijedi film Gabrielea Salvatoresa 1992. Mediterraneo koji osvaja istu nagradu. Roberto Benigni 1998. osvaja tri Oscara za film Život je lijep, (najbolji glumac, najbolji strani film i najbolja glazba). Nanni Morettijev film' La stanza del figlio osvaja Zlatnu palmu na Filmskom festivalu u Cannesu.
Od novijih ostvarenja zapaženi su u filmovi: Jona che visse nella balena redatelja Roberta Faenza, Il grande cocomero  Francesca Archibugija, Il mestiere delle armi od Olmija, L'ora di religione Marca Bellocchija, Il ladro di bambini, Lamerica, Le chiavi di casa Giannija Amelioja, Io non ho paura Gabriela Salvatoresa, Le fate ignoranti, La finestra di fronte Ferzana Özpeteka, La bestia nel cuore Cristine Comencini.
Paolo Sorrentino snima 2008. film Il Divo, baziran na životu Giulia Andreottia, dok Matteo Garrone snima kriminalistički film Gomorra, s kojim je osvojio Grand Prix u Cannesu.